# Eupatula moriola
Eupatula moriola är en fjärilsart som beskrevs av Swinhoe 1918. Eupatula moriola ingår i släktet Eupatula och familjen nattflyn. Inga underarter finns listade i Catalogue of Life.